# Живодёрников, Михаил Арсеньевич
Михаил Арсеньевич Живодёрников — советский хозяйственный, государственный и политический деятель.

## Биография
Родился в сентябре 1908 года в деревне Садки. Член ВКП(б).
Выпускник Московского машиностроительного института. С 1932 года — на хозяйственной, общественной и политической работе. В 1932—1968 гг. — инженер, мастер, главный инженер на машиностроительных предприятиях Новосибирска, секретарь Кировского райкома ВКП(б), секретарь Новосибирского областного комитета ВКП(б), директор научно-исследовательского института, заместитель председателя Новосибирского совнархоза, первый секретарь Новосибирского городского комитета ВКП(б).
Избирался депутатом Верховного Совета РСФСР 3-го и 4-го созывов.